# Pawel Eduardowitsch Melnikow
Pawel Eduardowitsch Melnikow (russisch Павел Эдуа́рдович Мельников; * 14. August 1964) ist ein russischer Geschäftsmann mit mehreren Staatsbürgerschaften, der als Inhaber verschiedener Firmen in Russland gilt und umfangreichen Landbesitz in Finnland unterhält. Er ist seit Herbst 2018 Gegenstand von Ermittlungen finnischer Behörden zu Geldwäscheoperationen.

## Identität
Nach Recherchen der New York Times vom Oktober 2018 ist Melnikow ein Geschäftsmann aus St. Petersburg, der als Besitzer von sechs Firmen in Russland geführt wird, darunter der Firma VALTEC für Klempnereibedarf (TENRAD, BRIXIS, MINKOR). Er besitzt einen Pass der Republik Malta, mit einer Meldeadresse in Sliema. Weiter soll er in Ungarn gemeldet sein und zudem die Staatsbürgerschaft von mehreren kleinen Karibikinseln besitzen.

## Aktivitäten
Melnikow war 2007 Mitbegründer der finnischen Firma Airiston Helmi (Ende 2019 aufgelöst), die verschiedene Immobilien in Finnland angekauft hat. Darunter Objekte im Nationalpark Schärenmeer vor der Küste bei Turku. Zwischen 2011 und 2018 wurden durch Airiston Helmi Immobiliengeschäfte in einem Umfang von 9,2 Millionen Euro durchgeführt, ohne dass offiziell Gewinne erwirtschaftet wurden. Geschäftsführer war 2018 ein italienischer Staatsbürger, der angab, die Position für einen befreundeten Russen als Gefallen übernommen zu haben. Im September 2018 leiteten finnische Behörden eine umfassende Durchsuchung von 17 Objekten ein, die mit russischen Eigentümern in Verbindung gebracht werden. Nach offiziellen Angaben geschah das im Zuge einer Ermittlung wegen Verdachts auf Geldwäsche, Steuerhinterziehung und anderer Vorwürfe. 2 Personen wurden dabei in Gewahrsam genommen und etwa 3 Millionen Euro Bargeld sichergestellt.
Die durchsuchten Anlagen Melnikows auf der Insel Säckilot (36°28′16″N 37°43′16″E) beinhalten nach Presseberichten verschiedene Unterkünfte für eine größere Anzahl von Personen, einen Hubschrauberlandeplatz und neun Anlegestellen für Boote. In der finnischen Presse wurde spekuliert, ob Melnikow nur ein Strohmann sei und die Anlage vom russischen Militär geplant wurde, um als Bereitstellungsraum für russische Truppen im Falle eines militärischen Konfliktes zu dienen.